# Емілі Барклай
Емілі Барклай (англ. Emily Barclay; нар. 24 жовтня 1984 року в Плімуті) — англійська акторка квно та театру, що знімається переважно у фільмах виробництва Австралії та Нової Зеландії.

## Життєпис
Емілі Барклай почала акторську кар'єру у 1998 році з ролі в телесеріале «Шортланд-стріт». Популярністб здобула однією з головних ролей у фільмі «В будинку мого батька» (2004 рік), за яку була удостоєна нагороди «British Independent Film Awards» в категорії «Найкраща молода акторка».
У 2006 році на екрани вийшли відразу два фільми, в яких Барклай виконала головні ролі: «Тиша» та «Свавілля на околиці» (інша назва «Вбивство в передмісті»).
Емілі Барклай у 2009 році  знялась у фільмах «Головний двигун» та «Частина мого серця», в 2010 вона озвучила одного з персонажів анімаційного фільму «Легенди нічної варти».

## Вибрана фільмографія
| Рік  | Назва                 | Роль              |
| ---- | --------------------- | ----------------- |
| 2011 | Love Birds            | Бренда            |
| 2010 | Легенди нічної варти  | Гілфі (озвучення) |
| 2006 | Свавілля на околиці   | Кетрін            |
| 2006 | Тиша                  | Евелін Гатчінсон  |
| 2004 | В будинку мого батька | Селія Стаймер     |
| 2004 | Обман                 | Кеті Маккарті     |